# Тигода (посёлок при железнодорожной станции)
Тигода — посёлок при станции в Кусинском сельском поселении Киришского района Ленинградской области.

## История
Согласно данным переписи населения СССР 1926 года в посёлке Тигода Берёзовского сельсовета Тигодской волости Волховского уезда проживали 19 человек, все русские; в посёлке при станции Тигода проживали 32 человека — большинство русские, а также поляки.

Станция Тигода на карте 1937 года

Согласно топографической карте РККА 1937 года на месте современного посёлка находились железнодорожные бараки.
Согласно данным переписи населения СССР 1939 года в населённом пункте ж.д. ст. Тигода Турского сельсовета проживали 43 мужчины и 32 женщины, всего 75 человек.
Посёлок и станция были освобождёны от немецко-фашистских оккупантов 2 февраля 1944 года.
По данным 1966 и 1973 годов посёлок при станции Тигода входил в состав Турского сельсовета.
По данным 1990 года посёлок при станции Тигода входил в состав Кусинского сельсовета.
В 1997 году в посёлке при станции Тигода Кусинской волости проживали 15 человек, в 2002 году — 16 (русские — 94 %).
В 2007 году в посёлке при станции Тигода Кусинского СП проживали 15 человек, в 2010 году — 12.

## География
Посёлок при станции расположен в юго-западной части района у железнодорожной станции Тигода, расположенной на линии Волховстрой I — Чудово-Кировское, Санкт-Петербургского отделения Октябрьской железной дороги.
Расстояние до административного центра поселения — 3 км.
Посёлок при станции находится на правом берегу реки Тигода.

## Демография
| 1997 | 2002 | 2007 | 2010 | 2017 |
| ---- | ---- | ---- | ---- | ---- |
| 15   | ↗16  | ↘15  | ↘12  | ↘1   |

### Национальный состав
Согласно данным Всероссийской переписи населения 2021 года в посёлке проживали 4 человека, все русские.